# 10 Dywizja Atomowych Okrętów Podwodnych

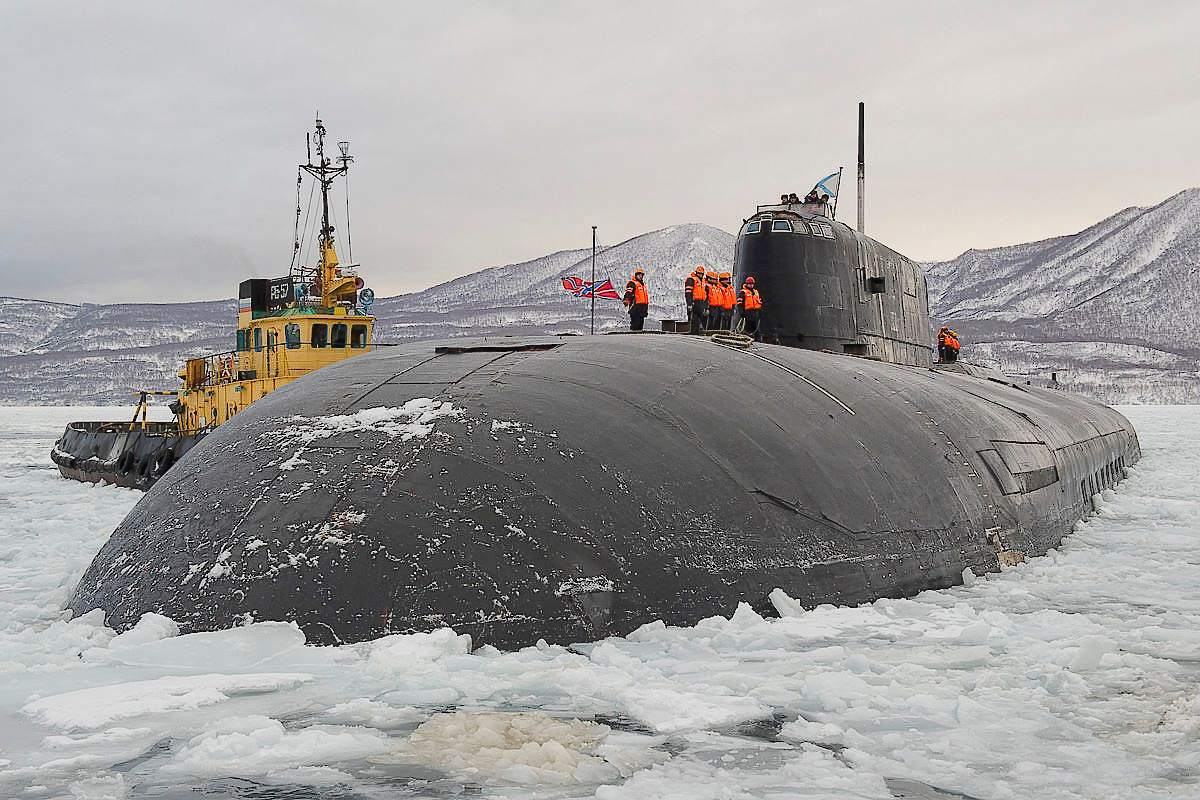
K-150 Tomsk w Wiluczinsk

10 Dywizja Atomowych Okrętów Podwodnych (10 DAOP) – związek taktyczny Sił Zbrojnych Federacji Rosyjskiej w strukturach Floty Oceanu Spokojnego.
Dywizja wchodziła  w skład (2008) 16 Eskadry Atomowych Okrętów Podwodnych z Rybaczyj.

## Okręty
| Okręty dywizji w linii w 2008 |              |                 |
| Nazwa                         | Typ          | Uwagi           |
| K-150 Tomsk                   | projekt 949A | w linii od 1996 |
| K-186 Omsk                    | projekt 949A | w linii od 1993 |
| K-442 Czelabińsk              | projekt 949A | w linii od 1990 |
| K-295 Samara                  | projekt 971  | w linii od 1995 |
| K-331 Majdan                  | projekt 971  | w linii od 1990 |